# ناحیه هوادو
هوادو (به لاتین: Huadu District) یک سکونتگاه مسکونی در جمهوری خلق چین است که در گوانگ‌ژو واقع شده‌است.

## خصوصیات
هوادو ۹۶۱ کیلومترمربع مساحت و ۶۳۶٬۷۰۶ نفر جمعیت دارد.